# Koopman Peak
Il Koopman Peak (in lingua inglese: Picco Koopman) è un picco roccioso, alto oltre 2.200 m, situato 3 km a nord del Moran Buttress, nel settore settentrionale del Wisconsin Range della catena dei Monti Horlick, nei Monti Transantartici, in Antartide.
Il picco è stato mappato dall'United States Geological Survey (USGS) sulla base di rilevazioni e foto aeree scattate dalla U.S. Navy nel periodo 1960-64.
La denominazione è stata assegnata dall'Advisory Committee on Antarctic Names (US-ACAN), in onore di Kenneth E. Koopman, impiegato amministrativo della U.S. Navy, durante l'Operazione Deep Freeze del periodo 1965-67.